# Медаль «Брянск – город воинской славы»
Медаль «Брянск – город воинской славы» — это награда органа местного самоуправления города Брянск, для награждения людей способствующих патриотическому воспитанию населения, сохранению исторического наследия в городе Брянске, укреплению международных отношений.
Одна из 11-ти медалей учрежденных городами со статусом "город воинской славы" для вручения гражданам и по совместительству одна из 9-ти медалей учреждённых городами-муниципалитетами для вручения гражданам.

## История
Идея о присвоении звания «Город воинской славы» появилась в начале 2000-х годов как инициатива от общественных организаций, ветеранских сообществ и местных властей. Основная цель заключалась в том, чтобы отдать должное городам, где шли ожесточённые бои в годы Второй Мировой Войны, и которые не получили звания «Город-герой» 8 мая 1965 года, а так же позднее в 1970-х годах и 1985 году.
Указом президента Российской Федерации Дмитрия Анатольевича Медведева под № 339 от 25 марта 2010 года городу Брянску присвоено почётное звание «Город воинской славы».
4 мая 2010 года в Кремле состоялась церемония вручения грамот о присвоении звания городам, в числе которых был Брянск. В соответствии с Указом Президента РФ от 1 декабря 2006 года № 1340, в каждом городе, удостоенном этого высокого звания, устанавливается стела, посвященная этому событию. В Брянске стелу решено было разместить перед Курганом Бессмертия — рукотворным памятником павшим героям войны, заложенным 11 мая 1967 года.
5 мая 2010 года председатель областного комитета ветеранов войны и военной службы Д.В. Митченков прибыл на Брянщину с грамотой Президента РФ. в тот же день строители завершили монтаж памятной стелы.
28 июня 2010 года состоялось открытие памятника и одноименной площади, в канун Дня партизан и подпольщиков, который впервые праздновался по всей России 29 июня 2010 года. Так перед курганом площадь Воинской славы. В тот же день Брянского городского совет ввёл указ №312 «О памятной медали "Брянск – город воинской славы"»
Город Брянск получил второй титул - «Город воинской славы» за своё отличие в 1941-1943 года, в рамках организации партизанской и подпольной деятельности, а так же деятельности Брянского фронта и статуса важного логистического и производственного в Петровскую, Екатерининскую, Отечественную Войну 1812 года и Николаевских эпох.
Добавляя данный титул к имеющемуся - «Город партизанской славы». Полным званием города Брянска по титульным листам Великой Отечественной Войны с августа 2010 года стал «Брянск – город воинской и партизанской славы».

## Описание медали

Комплект медали «Брянск – город воинской славы»

Памятная медаль «Брянск - город воинской славы» является наградой органа местного самоуправления города Брянска.
1. Памятной медалью награждаются граждане Российской Федерации, проживающие на территории города Брянска и иных населенных пунктов Российской Федерации. Памятной медалью могут награждаться граждане иностранных государств.
2. Основанием для награждения памятной медалью является деятельность, способствующая патриотическому воспитанию населения, сохранению исторического наследия в городе Брянске, укреплению международных отношений.
3. Памятная медаль вручается Главой города Брянска, а также по его поручению депутатами Брянского городского Совета народных депутатов, руководителями муниципальных предприятий и учреждений на торжественных собраниях, митингах, иных мероприятиях.
4. Лицу, награждённому памятной медалью, вручается удостоверение.
5. Памятная медаль носится на левой стороне груди ниже государственных и ведомственных наград.